# Wybory parlamentarne na Nauru w 2019 roku
Ten artykuł został nominowany do wyróżnienia „Dobry Artykuł”.
Weź udział w dyskusji na ten temat.
Wybory parlamentarne na Nauru w 2019 roku – wybory do parlamentu Republiki Nauru przeprowadzone 24 sierpnia 2019 roku. Wyniki ogłoszono dzień później (25 sierpnia) z wyjątkiem okręgu Ubenide, w którym głosy musiały być ponownie policzone (ogłoszono je 26 sierpnia). Podczas wyborów wybierano wszystkich dziewiętnastu członków parlamentu. Przewodniczącym nowego parlamentu Nauru został Marcus Stephen.

## Termin wyborów i organizacja
Wybory odbyły się 24 sierpnia 2019. Data wyborów została ogłoszona przez przewodniczącego parlamentu 12 lipca 2019.

### Kalendarz wyborów
Wszystkie daty i godziny podane są w czasie Nauru – UTC+12.
| Data                        | Wydarzenie                                                                          |
| --------------------------- | ----------------------------------------------------------------------------------- |
| 12 lipca 2019               | ogłoszenie terminu wyborów                                                          |
| 17 lipca 2019               | opublikowanie pełnej listy wyborców                                                 |
| 3 sierpnia 2019 17:00       | zamknięcie możliwości dopisywania się do listy wyborców                             |
| 10 sierpnia 2019            | opublikowanie listy przenośnych lokali wyborczych                                   |
| 10 sierpnia 2019 17:00      | zamknięcie możliwości dopisywania się do listy kandydatów                           |
| 13 sierpnia 2019 17:00      | zamknięcie możliwości rezygnacji z kandydatury                                      |
| 13 sierpnia 2019            | ostateczna publikacja listy kandydatów, stacjonarnych lokali wyborczych             |
| 14 sierpnia 2019 12:00      | losowanie kolejności kandydatów na kartach wyborczych                               |
| 15 sierpnia 2019 12:00      | rozpoczęcie przedterminowego głosowania                                             |
| 22 sierpnia 2019 9:00       | zamknięcie możliwości składania wniosków o głosowanie w przenośnym lokalu wyborczym |
| 23 sierpnia 2019 9:00       | zamknięcie możliwości składania wniosków o głosowanie przez pełnomocnika            |
| 23 sierpnia 2019 17:00      | zakończenie przedterminowego głosowania                                             |
| 24 sierpnia 2019 9:00-18:00 | wybory                                                                              |
| 25 sierpnia 2019            | zakończenie przeliczania głosów (z wyjątkiem Ubenide)                               |
| 26 sierpnia 2019            | zakończenie ponownego przeliczania głosów w okręgu Ubenide                          |
| Źródło:                     |                                                                                     |

### Obserwatorzy zagraniczni
Wybory obserwowali zaproszeni przez Nauruańską Komisję Wyborczą obserwatorzy zagraniczni reprezentujący 2 organizacje: Forum Wysp Pacyfiku oraz Sekretariat Wspólnoty Narodów i 5 misji dyplomatycznych: misję brytyjską, ambasadę Republiki Chińskiej, ambasadę Stanów Zjednoczonych, NZFAT (ministerstwo spraw zagranicznych i handlu Nowej Zelandii) oraz AUHC (Australian High Commission in Nauru, ambasadę Australii). Obserwatorzy Forum Wysp Pacyfiku uznali wybory za wolne i sprawiedliwe (free and fair), zwracając jednak uwagę na pojawiające się pogłoski o przekupstwie wyborczym, wysoką liczbę zmian okręgu głosowania (ponad 25% wyborców zmieniło okręg głosowania, znaczna większość za opłatą w wysokości 150 dolarów australijskich), wymaganie od kandydatów rezygnacji ze stanowisk urzędniczych zgodnie z Electoral Act 2016 na 3 miesiące przed wyborami, a także niski odsetek kobiet wśród kandydatów oraz parlamentarzystów.

## Kandydaci
Do udziału w wyborach zgłosiło się sześćdziesięciu kandydatów, z czego zdecydowaną większość stanowili mężczyźni. Na jedno miejsce w parlamencie przypadało ok. 3,16 kandydata.
Najwięcej kandydatów (12) zgłosiło się w okręgu wyborczym Ubenide, a najmniej (5) w okręgach Boe i Yaren.

## Ordynacja wyborcza
Wybory przeprowadzone zostały zgodnie z ustawą Electoral Act 2016 oraz powiązanymi ustawami.

### System Dowdalla
Na Nauru używany jest tzw. system Dowdalla (modyfikacja metody Bordy) – zaznacza się kandydata, którego najbardziej się popiera jako pierwszy wybór, potem drugi wybór, potem trzeci itd. Należy w ten sposób uszeregować wszystkich kandydatów. Kandydat będący pierwszym wyborem otrzymuje 1 pkt, drugi wybór 1/2 pkt, trzeci 1/3 pkt itd. - za głos szeregujący kandydata na n-tym miejscu otrzymuje ten 1/n głosów, tj. n-ty wyraz szeregu harmonicznego. O nieważności głosu stanowi zarówno nieuszeregowanie wszystkich kandydatów, umieszczenie liczb w sposób błędny oraz pozostawienie informacji mogących świadczyć o tożsamości wyborcy. Nauru podzielone jest na osiem okręgów wyborczych. Sześć z nich (Aiwo, Anabar, Anetan, Boe, Buada i Yaren) wybiera dwóch deputowanych, jeden (Meneng) wybiera trzech i także jeden (Ubenide) wybiera czterech. Wyniki podawane są przez Nauruańską Komisję Wyborczą (ang. Nauru Electoral Commission, także Naoero Electoral Commission) z dokładnością do jednej tysięcznej (0,001) punktu, a mandat uzyskuje odpowiednia liczba kandydatów o największej liczbie uzyskanych punktów.

#### Margines zwycięstwa
Dodatkową wartością obliczaną podczas przeliczenia głosów jest "margines zwycięstwa" (margin), obliczany jako wynik dzielenia różnicy między ostatnim kandydatem, który uzyskał mandat, a pierwszym, który mandatu nie uzyskał przez łączną sumę punktów uzyskanych przez wszystkich kandydatów (będącą sumą tylu pierwszych wyrazów szeregu harmonicznego, ilu było kandydatów w danym okręgu, pomnożoną przez liczbę głosów). Wyrażany jest on w procentach oraz, zgodnie z Electoral Act 2016, wartość marginesu zwycięstwa w danym okręgu wynosząca poniżej 0,25% jest podstawą do automatycznego zarządzenia ponownego przeliczenia głosów, co Nauruańska Komisja Wyborcza uzasadnia podatnością przeliczania głosów oddanych wg systemu Dowdalla na błędy arytmetyczne. Nauruańska Komisja Wyborcza nie publikuje wyników sprzed ponownego liczenia.

### Prawa do głosowania
Głosować może każdy mieszkający na terenie kraju obywatel Nauru w wieku powyżej 20 lat. Głosowanie jest obowiązkowe dla osób posiadających prawa wyborcze (nie muszą głosować osoby nieprzebywające na terenie Nauru i poważnie chore), a nieoddanie głosu w wyborach w razie braku wystarczającego powodu skutkuje karą w wysokości sześciu dolarów australijskich. Kandydaci muszą spełniać te same wymogi, co głosujący, dodatkowo nie mogą być bankrutami, chorzy psychicznie, skazani na śmierć lub w przeszłości pozbawieni wolności na czas 1 roku lub dłużej. Zgłoszenie kandydata może nastąpić najpóźniej 14 dni przed dniem wyborów, a nominacja musi być podpisana przez kandydata i dwóch mających uprawnienia do głosowania mieszkańców z dystryktu, w którym kandydat będzie startować w wyborach. Obowiązuje opłata za nominację w wysokości 500 dolarów australijskich.

#### Zmiana okręgu wyborczego
Zgodnie z Electoral Act 2016 obywatele Nauru zmienić mogą swój okręg wyborczy (ściślej: dystrykt - jednak okręgi wyborcze zawierają dystrykty w całości, a zmiana dystryktu wewnątrz okręgu nie niesie za sobą żadnych skutków dla głosowania) na dwa sposoby:
- za opłatą 150 dolarów australijskich[5][6][b]
- bez opłaty, jeżeli wpis na listę wyborców, wskutek którego wyborca znalazł się w danym okręgu, został dokonany automatycznie[6].

Zmiana nastąpić może z następujących powodów:
- wyborca mieszka w okręgu, do którego chce się przenieść, i zamieszkuje tam co najmniej od 1 miesiąca
- wyborca mieszka poza Nauru oraz w momencie wyjazdu poza Nauru mieszkał od co najmniej 1 miesiąca w docelowym okręgu
- miejsce urodzenia wyborcy znajduje się w docelowym okręgu
- powiązania rodzinne lub zwyczajowe (odnoszące się do nauruańskich zwyczajów plemiennych) z docelowym okręgiem, które za znaczące (substantial) uzna Nauruańska Komisja Wyborcza[6].

#### Przedterminowe głosowanie
Nauruańska Komisja Wyborcza, zgodnie z Electoral Act 2016 oraz Electoral Regulations (Early Voting) 2019 umożliwiała głosowanie przedterminowe (ang. early voting). Udział w głosowaniu przedterminowym jest możliwy po złożeniu odpowiedniego wniosku umotywowanego jednym z następujących powodów:
- wyborca w dniu wyborów będzie przebywał za granicą
- głosowanie w dniu wyborów uniemożliwiają wyborcy jego przepisy religijne
- wyborca jest chory, przebywa w szpitalu bądź jest w ciąży
- nie jest w stanie opuścić miejsca pracy w trakcie otwarcia lokali wyborczych w dniu wyborów[5][6].

#### Głosowanie przez pełnomocnika
Nauruańska Komisja Wyborcza, zgodnie z Electoral Act 2016 oraz Electoral Regulations (Proxy Voting) 2016 umożliwiała głosowanie przez pełnomocnika (ang. proxy voting). Zgodnie z poprawką Electoral Regulations (Proxy Voting) 2019 (Amendment) jeden pełnomocnik oddać mógł głosy w imieniu maksymalnie czterech osób oraz musiał znajdować się na liście wyborców w tym samym okręgu, co wnioskujący. Aby głosować przez pełnomocnika nie jest wymagany powód. Możliwe było również składanie wniosków o pełnomocnictwo przebywając poza granicami Nauru w obecności świadka będącego osobą wyznaczoną przez Nauruańską Komisję Wyborczą bądź jednym z reprezentantów dyplomatycznych Nauru.

### Okręgi wyborcze
| Dystrykt   | Okręg wyborczy | Liczba miejsc |
| ---------- | -------------- | ------------- |
| Aiwo       | Aiwo           | 2             |
| Anabar     | Anabar         | 2             |
| Anibare    | Anabar         | 2             |
| Ijuw       | Anabar         | 2             |
| Anetan     | Anetan         | 2             |
| Ewa        | Anetan         | 2             |
| Boe        | Boe            | 2             |
| Buada      | Buada          | 2             |
| Meneng     | Meneng         | 3             |
| Baiti      | Ubenide        | 4             |
| Denigomodu | Ubenide        | 4             |
| Nibok      | Ubenide        | 4             |
| Uaboe      | Ubenide        | 4             |
| Yaren      | Yaren          | 2             |
| Źródło:    |                |               |

## Wyniki wyborów
Nazwiska i wyniki kandydatów wybranych do parlamentu zostały pogrubione.
Numer wyboru w głosowaniu oznacza kolejność wyboru na karcie (np. 1 oznacza liczbę osób, które wybrały danego kandydata jako pierwszy wybór).

### Aiwo
Ze względu na margines zwycięstwa poniżej 0,25% łącznej sumy punktów w Aiwo przeprowadzono ponowne liczenie zgodnie z Electoral Act 2016. Nauruańska Komisja Wyborcza nie publikuje wyników sprzed ponownego przeliczenia głosów.
|                             | Numer wyboru w głosowaniu | Numer wyboru w głosowaniu | Numer wyboru w głosowaniu | Numer wyboru w głosowaniu | Numer wyboru w głosowaniu | Numer wyboru w głosowaniu | Numer wyboru w głosowaniu | Numer wyboru w głosowaniu | Rezultaty | Rezultaty | Rezultaty      |
| Nazwisko                    | 1                         | 2                         | 3                         | 4                         | 5                         | 6                         | 7                         | 8                         | Wynik     | Miejsce   | Uwagi          |
| --------------------------- | ------------------------- | ------------------------- | ------------------------- | ------------------------- | ------------------------- | ------------------------- | ------------------------- | ------------------------- | --------- | --------- | -------------- |
| Lance Mavrick Agir          | 8                         | 78                        | 129                       | 119                       | 127                       | 133                       | 101                       | 97                        | 195,870   | 8         |                |
| Rennier Gadabu              | 177                       | 189                       | 106                       | 81                        | 69                        | 54                        | 97                        | 35                        | 368,115   | 1         | wybrany        |
| Dantes Ingin Tsitsi         | 33                        | 58                        | 118                       | 144                       | 137                       | 154                       | 100                       | 64                        | 212,686   | 6         |                |
| Aaron Stein Cook            | 170                       | 128                       | 74                        | 55                        | 41                        | 55                        | 133                       | 152                       | 327,783   | 3         | brak reelekcji |
| Milton Ross Dube            | 193                       | 94                        | 54                        | 55                        | 56                        | 50                        | 106                       | 200                       | 331,426   | 2         | reelekcja      |
| Evi Kenan Agir              | 26                        | 89                        | 99                        | 108                       | 153                       | 150                       | 121                       | 62                        | 211,136   | 7         |                |
| Delvin Oneil Thoma          | 99                        | 113                       | 159                       | 168                       | 102                       | 87                        | 55                        | 25                        | 296,382   | 4         |                |
| Preston Devine Jovany Thoma | 102                       | 59                        | 69                        | 78                        | 123                       | 125                       | 95                        | 157                       | 252,630   | 5         |                |
| Źródło:                     |                           |                           |                           |                           |                           |                           |                           |                           |           |           |                |

### Anabar
|                           | Numer wyboru w głosowaniu | Numer wyboru w głosowaniu | Numer wyboru w głosowaniu | Numer wyboru w głosowaniu | Numer wyboru w głosowaniu | Numer wyboru w głosowaniu | Rezultaty | Rezultaty | Rezultaty      |
| Nazwisko                  | 1                         | 2                         | 3                         | 4                         | 5                         | 6                         | Wynik     | Miejsce   | Uwagi          |
| ------------------------- | ------------------------- | ------------------------- | ------------------------- | ------------------------- | ------------------------- | ------------------------- | --------- | --------- | -------------- |
| Maverick Eoe              | 157                       | 128                       | 56                        | 51                        | 56                        | 65                        | 286,117   | 1         | wybrany        |
| Jeb Nobob Eric Bop        | 29                        | 116                       | 158                       | 104                       | 96                        | 50                        | 193,200   | 5         |                |
| Ludwig Derangadage Scotty | 113                       | 37                        | 54                        | 56                        | 59                        | 231                       | 216,800   | 3         | były prezydent |
| Transom Duburiya          | 18                        | 92                        | 109                       | 172                       | 94                        | 68                        | 173,467   | 6         |                |
| Pyon Deiye                | 150                       | 107                       | 95                        | 64                        | 68                        | 69                        | 276,267   | 2         | wybrany        |
| Riddell Akua              | 83                        | 73                        | 61                        | 86                        | 180                       | 70                        | 209,000   | 4         | brak reelekcji |
| Źródło:                   |                           |                           |                           |                           |                           |                           |           |           |                |

### Anetan

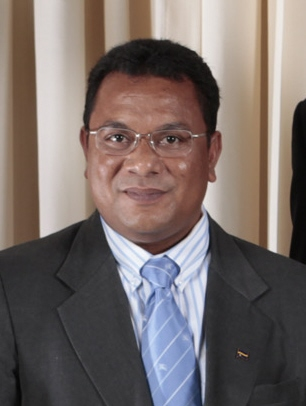
Marcus Stephen, były prezydent oraz wybrany kandydat z okręgu Anetan mianowany przewodniczącym parlamentu

|                        | Numer wyboru w głosowaniu | Numer wyboru w głosowaniu | Numer wyboru w głosowaniu | Numer wyboru w głosowaniu | Numer wyboru w głosowaniu | Numer wyboru w głosowaniu | Numer wyboru w głosowaniu | Numer wyboru w głosowaniu | Rezultaty | Rezultaty | Rezultaty                                               |
| Nazwisko               | 1                         | 2                         | 3                         | 4                         | 5                         | 6                         | 7                         | 8                         | Wynik     | Miejsce   | Uwagi                                                   |
| ---------------------- | ------------------------- | ------------------------- | ------------------------- | ------------------------- | ------------------------- | ------------------------- | ------------------------- | ------------------------- | --------- | --------- | ------------------------------------------------------- |
| Marcus Ajemada Stephen | 158                       | 100                       | 72                        | 59                        | 51                        | 65                        | 214                       | 190                       | 322,105   | 2         | wybrany, były prezydent, nowy przewodniczący parlamentu |
| Timothy John Ika       | 412                       | 253                       | 49                        | 22                        | 20                        | 24                        | 79                        | 50                        | 585,869   | 1         | wybrany                                                 |
| Vaiuli Amoe            | 3                         | 133                       | 269                       | 218                       | 111                       | 87                        | 54                        | 34                        | 262,331   | 5         |                                                         |
| Antonius Atuen         | 118                       | 118                       | 103                       | 92                        | 114                       | 174                       | 160                       | 30                        | 312,740   | 3         |                                                         |
| Konrad Ika             | 37                        | 78                        | 178                       | 186                       | 194                       | 143                       | 51                        | 42                        | 257,002   | 6         |                                                         |
| Cyril Buramen          | 163                       | 71                        | 47                        | 34                        | 50                        | 84                        | 91                        | 369                       | 305,792   | 4         | brak reelekcji                                          |
| Joseph Mwarin Harris   | 15                        | 109                       | 96                        | 175                       | 216                       | 130                       | 121                       | 47                        | 233,277   | 7         |                                                         |
| Darryl Tom             | 3                         | 47                        | 95                        | 123                       | 152                       | 202                       | 139                       | 147                       | 194,415   | 8         |                                                         |
| Źródło:                |                           |                           |                           |                           |                           |                           |                           |                           |           |           |                                                         |

### Boe

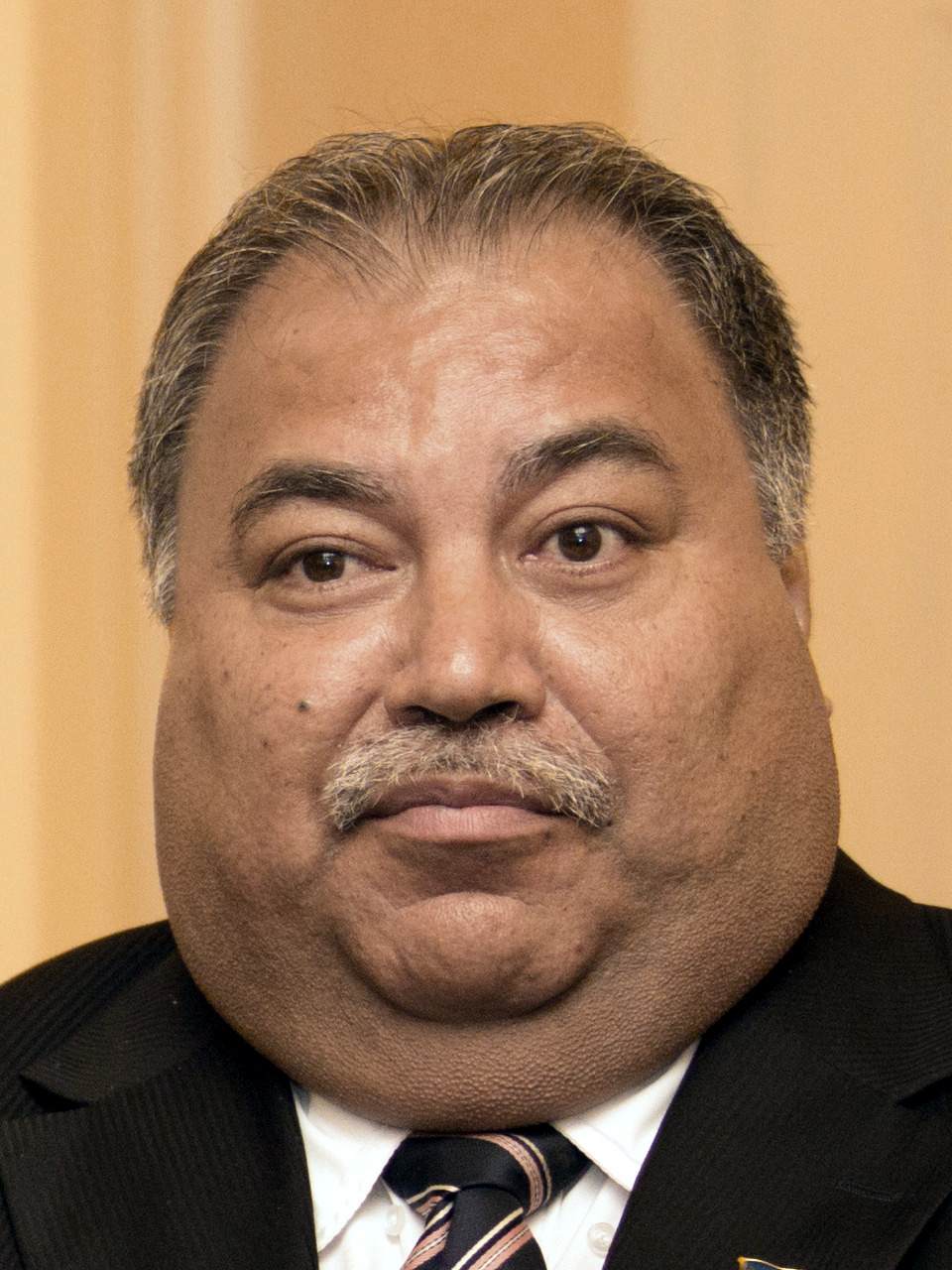
Baron Divavesi Waqa – dotychczasowy prezydent i jeden z kandydatów w okręgu Boe, który w 2019 nie dostał się do parlamentu

|                     | Numer wyboru w głosowaniu | Numer wyboru w głosowaniu | Numer wyboru w głosowaniu | Numer wyboru w głosowaniu | Numer wyboru w głosowaniu | Rezultaty | Rezultaty | Rezultaty                            |
| Nazwisko            | 1                         | 2                         | 3                         | 4                         | 5                         | Wynik     | Miejsce   | Uwagi                                |
| ------------------- | ------------------------- | ------------------------- | ------------------------- | ------------------------- | ------------------------- | --------- | --------- | ------------------------------------ |
| Asterio Appi        | 204                       | 201                       | 142                       | 174                       | 90                        | 413,333   | 2         | reelekcja                            |
| Baron Divavesi Waqa | 188                       | 79                        | 58                        | 132                       | 354                       | 350,633   | 3         | brak reelekcji, ustępujący prezydent |
| Martin Porky Hunt   | 261                       | 164                       | 161                       | 130                       | 95                        | 448,167   | 1         | wybrany                              |
| Mathew Batsiua      | 144                       | 98                        | 189                       | 232                       | 148                       | 343,600   | 4         |                                      |
| Brett Satto         | 14                        | 269                       | 261                       | 143                       | 124                       | 296,050   | 5         |                                      |
| Źródło:             |                           |                           |                           |                           |                           |           |           |                                      |

### Buada
|                          | Numer wyboru w głosowaniu | Numer wyboru w głosowaniu | Numer wyboru w głosowaniu | Numer wyboru w głosowaniu | Numer wyboru w głosowaniu | Numer wyboru w głosowaniu | Numer wyboru w głosowaniu | Rezultaty | Rezultaty | Rezultaty |
| Nazwisko                 | 1                         | 2                         | 3                         | 4                         | 5                         | 6                         | 7                         | Wynik     | Miejsce   | Uwagi     |
| ------------------------ | ------------------------- | ------------------------- | ------------------------- | ------------------------- | ------------------------- | ------------------------- | ------------------------- | --------- | --------- | --------- |
| Shadlog Armait Bernicke  | 270                       | 102                       | 29                        | 48                        | 37                        | 68                        | 119                       | 378,400   | 1         | reelekcja |
| Richie Halstead          | 32                        | 70                        | 122                       | 98                        | 123                       | 105                       | 123                       | 191,838   | 7         |           |
| Sean Halstead            | 37                        | 115                       | 133                       | 111                       | 112                       | 134                       | 31                        | 215,745   | 4         |           |
| Bingham Agir             | 174                       | 155                       | 67                        | 47                        | 40                        | 100                       | 90                        | 323,107   | 2         | reelekcja |
| Arrow Juliante Depaune   | 53                        | 56                        | 86                        | 112                       | 185                       | 98                        | 83                        | 202,857   | 5         |           |
| Rowan Detenamo           | 15                        | 101                       | 128                       | 181                       | 97                        | 97                        | 54                        | 196,698   | 6         |           |
| Linkbelt Gadidi Detabene | 92                        | 74                        | 108                       | 76                        | 79                        | 71                        | 173                       | 236,348   | 3         |           |
| Źródło:                  |                           |                           |                           |                           |                           |                           |                           |           |           |           |

### Meneng
Ze względu na margines zwycięstwa poniżej 0,25% łącznej sumy punktów w Meneng przeprowadzono ponowne liczenie zgodnie z Electoral Act 2016. Nauruańska Komisja Wyborcza nie publikuje wyników sprzed ponownego przeliczenia głosów.
|                          | Numer wyboru w głosowaniu | Numer wyboru w głosowaniu | Numer wyboru w głosowaniu | Numer wyboru w głosowaniu | Numer wyboru w głosowaniu | Numer wyboru w głosowaniu | Numer wyboru w głosowaniu | Numer wyboru w głosowaniu | Numer wyboru w głosowaniu | Rezultaty | Rezultaty | Rezultaty                 |
| Nazwisko                 | 1                         | 2                         | 3                         | 4                         | 5                         | 6                         | 7                         | 8                         | 9                         | Wynik     | Miejsce   | Uwagi                     |
| ------------------------ | ------------------------- | ------------------------- | ------------------------- | ------------------------- | ------------------------- | ------------------------- | ------------------------- | ------------------------- | ------------------------- | --------- | --------- | ------------------------- |
| Jesse Jeremiah           | 172                       | 129                       | 150                       | 112                       | 99                        | 111                       | 99                        | 176                       | 73                        | 397,054   | 4         |                           |
| Khyde Menke              | 159                       | 226                       | 154                       | 163                       | 182                       | 99                        | 39                        | 57                        | 42                        | 434,346   | 2         | wybrany                   |
| Tawaki Kam               | 207                       | 104                       | 116                       | 69                        | 73                        | 127                       | 98                        | 135                       | 192                       | 402,892   | 3         | reelekcja                 |
| Paner Jorax Baguga       | 12                        | 54                        | 112                       | 183                       | 186                       | 159                       | 168                       | 147                       | 100                       | 239,269   | 8         |                           |
| Chubasco Diranga         | 13                        | 62                        | 108                       | 136                       | 156                       | 189                       | 159                       | 150                       | 148                       | 234,609   | 9         |                           |
| Lionel Rouwen Aingimea   | 256                       | 118                       | 58                        | 66                        | 64                        | 104                       | 120                       | 149                       | 186                       | 437,401   | 1         | reelekcja, nowy prezydent |
| Ronay Dick               | 11                        | 125                       | 169                       | 206                       | 183                       | 154                       | 122                       | 92                        | 59                        | 279,084   | 7         |                           |
| Squire Mordecai Jeremiah | 149                       | 141                       | 112                       | 96                        | 83                        | 99                        | 116                       | 113                       | 212                       | 368,185   | 6         |                           |
| Vodrick Detsiogo         | 142                       | 162                       | 142                       | 90                        | 95                        | 79                        | 200                       | 102                       | 109                       | 378,433   | 5         | brak reelekcji            |
| Źródło:                  |                           |                           |                           |                           |                           |                           |                           |                           |                           |           |           |                           |

### Ubenide
W Ubenide przeprowadzono powtórzone liczenie głosów ze względu na niepoliczenie sześciu głosów za pierwszym razem. Prawidłowe wyniki zostały ogłoszone 26 sierpnia. Osoby na pierwszych czterech miejscach (powodujących dostanie się do parlamentu) nie zmieniły się po powtórzonym liczeniu, jednak dokładne wyniki zmieniły się o wartości od 0,78 (Maximilian Kun) do nawet 4,75 pkt (Reagan Aliklik).
|                            | Numer wyboru w głosowaniu | Numer wyboru w głosowaniu | Numer wyboru w głosowaniu | Numer wyboru w głosowaniu | Numer wyboru w głosowaniu | Numer wyboru w głosowaniu | Numer wyboru w głosowaniu | Numer wyboru w głosowaniu | Numer wyboru w głosowaniu | Numer wyboru w głosowaniu | Numer wyboru w głosowaniu | Numer wyboru w głosowaniu | Rezultaty | Rezultaty        | Rezultaty | Rezultaty      |
| Nazwisko                   | 1                         | 2                         | 3                         | 4                         | 5                         | 6                         | 7                         | 8                         | 9                         | 10                        | 11                        | 12                        | Wynik     | Wynik początkowy | Miejsce   | Uwagi          |
| -------------------------- | ------------------------- | ------------------------- | ------------------------- | ------------------------- | ------------------------- | ------------------------- | ------------------------- | ------------------------- | ------------------------- | ------------------------- | ------------------------- | ------------------------- | --------- | ---------------- | --------- | -------------- |
| David Ranibok Waiau Adeang | 383                       | 282                       | 214                       | 153                       | 98                        | 45                        | 54                        | 46                        | 55                        | 52                        | 55                        | 83                        | 697,375   | 695,709          | 1         | reelekcja      |
| Reagan Winson Aliklik      | 247                       | 190                       | 163                       | 135                       | 121                       | 88                        | 74                        | 56                        | 53                        | 55                        | 76                        | 262                       | 526,653   | 521,903          | 3         | wybrany        |
| Kay Aliklik                | 4                         | 39                        | 69                        | 90                        | 198                       | 331                       | 194                       | 162                       | 129                       | 130                       | 100                       | 74                        | 254,322   | 253,347          | 8         |                |
| Darned Dongobir            | 7                         | 18                        | 27                        | 77                        | 97                        | 173                       | 240                       | 160                       | 250                       | 166                       | 171                       | 132                       | 218,092   | 217,167          | 12        |                |
| Wawani Joe-Grant Dowiyogo  | 224                       | 208                       | 133                       | 106                       | 123                       | 81                        | 87                        | 88                        | 90                        | 64                        | 259                       | 57                        | 505,057   | 503,812          | 4         | wybrany        |
| Aloysius Iyomago Amwano    | 9                         | 47                        | 39                        | 57                        | 127                       | 176                       | 167                       | 361                       | 201                       | 133                       | 112                       | 91                        | 236,864   | 235,902          | 9         |                |
| Vyko Adeang                | 94                        | 61                        | 64                        | 89                        | 234                       | 141                       | 164                       | 184                       | 187                       | 144                       | 85                        | 73                        | 333,800   | 332,705          | 7         |                |
| Russ Kun                   | 241                       | 233                       | 389                       | 176                       | 87                        | 39                        | 49                        | 61                        | 73                        | 67                        | 73                        | 32                        | 593,806   | 592,006          | 2         | reelekcja      |
| Gabrissa Shirani Hartman   | 93                        | 154                       | 216                       | 377                       | 113                       | 89                        | 56                        | 84                        | 110                       | 108                       | 78                        | 42                        | 425,796   | 424,935          | 6         |                |
| Ranin Akua                 | 198                       | 224                       | 95                        | 98                        | 52                        | 69                        | 58                        | 49                        | 73                        | 137                       | 126                       | 341                       | 464,160   | 461,569          | 5         | brak reelekcji |
| Maximilian Kun             | 5                         | 34                        | 60                        | 75                        | 161                       | 146                       | 243                       | 137                       | 170                       | 171                       | 241                       | 77                        | 233,437   | 232,617          | 10        |                |
| Renos Renige Agege         | 15                        | 30                        | 51                        | 87                        | 107                       | 142                       | 134                       | 132                       | 129                       | 293                       | 144                       | 256                       | 227,517   | 226,590          | 11        |                |
| Źródło:                    |                           |                           |                           |                           |                           |                           |                           |                           |                           |                           |                           |                           |           |                  |           |                |

### Yaren

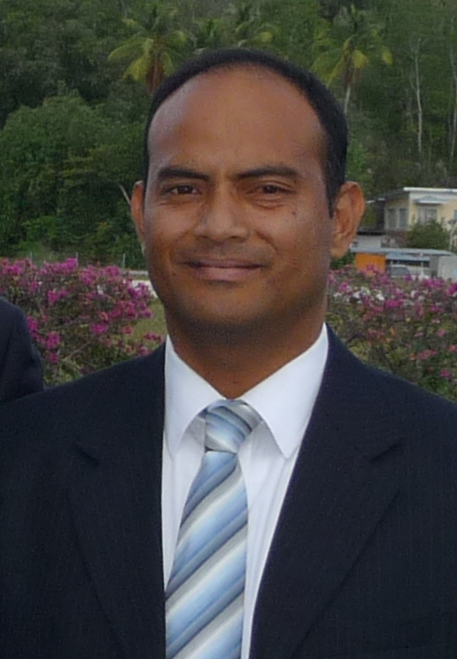
David Adeang, kandydant i deputowany z okręgu Ubenide, przeciwnik Lionela Aingimea w wyborach prezydenckich

|                             | Numer wyboru w głosowaniu | Numer wyboru w głosowaniu | Numer wyboru w głosowaniu | Numer wyboru w głosowaniu | Numer wyboru w głosowaniu | Rezultaty | Rezultaty | Rezultaty      |
| Nazwisko                    | 1                         | 2                         | 3                         | 4                         | 5                         | Wynik     | Miejsce   | Uwagi          |
| --------------------------- | ------------------------- | ------------------------- | ------------------------- | ------------------------- | ------------------------- | --------- | --------- | -------------- |
| John Daigon Julius          | 14                        | 135                       | 205                       | 115                       | 173                       | 213,183   | 5         |                |
| Charmaine Eraidinomo Scotty | 444                       | 94                        | 37                        | 28                        | 39                        | 518,133   | 1         | reelekcja      |
| Kieren Aedogan Keke         | 69                        | 107                       | 117                       | 196                       | 153                       | 241,100   | 3         | brak reelekcji |
| Dominic Rumple Cain         | 34                        | 178                       | 130                       | 155                       | 145                       | 234,083   | 4         |                |
| Isabella Dageago            | 81                        | 128                       | 153                       | 148                       | 132                       | 259,400   | 2         | wybrana        |
| Źródło:                     |                           |                           |                           |                           |                           |           |           |                |

## Frekwencja
W wyborach głos oddało 7167 osób spośród 7508 wyborców znajdujących się na liście wyborców - 95% wyborców (wszyscy uprawnieni wpisywani są na nią automatycznie).
341 osoby nie oddały głosu. Zgodnie z nauruańskim prawem głosowanie jest obowiązkowe, więc brak oddania głosu musi zostać uzasadniony, aby uniknąć kary finansowej - zrobiły to 194 osoby, co pozostawia 147 osób określonych przez Nauruańską Komisję Wyborczą jako niegłosujących. Osoby niegłosujące (non-voting) zdefiniowane są przez Nauruańską Komisję Wyborczą jako osoby, które nie oddały głosu bez istotnej przyczyny, nie wypełniając obowiązku udziału w wyborach.

### Frekwencja według okręgu wyborczego

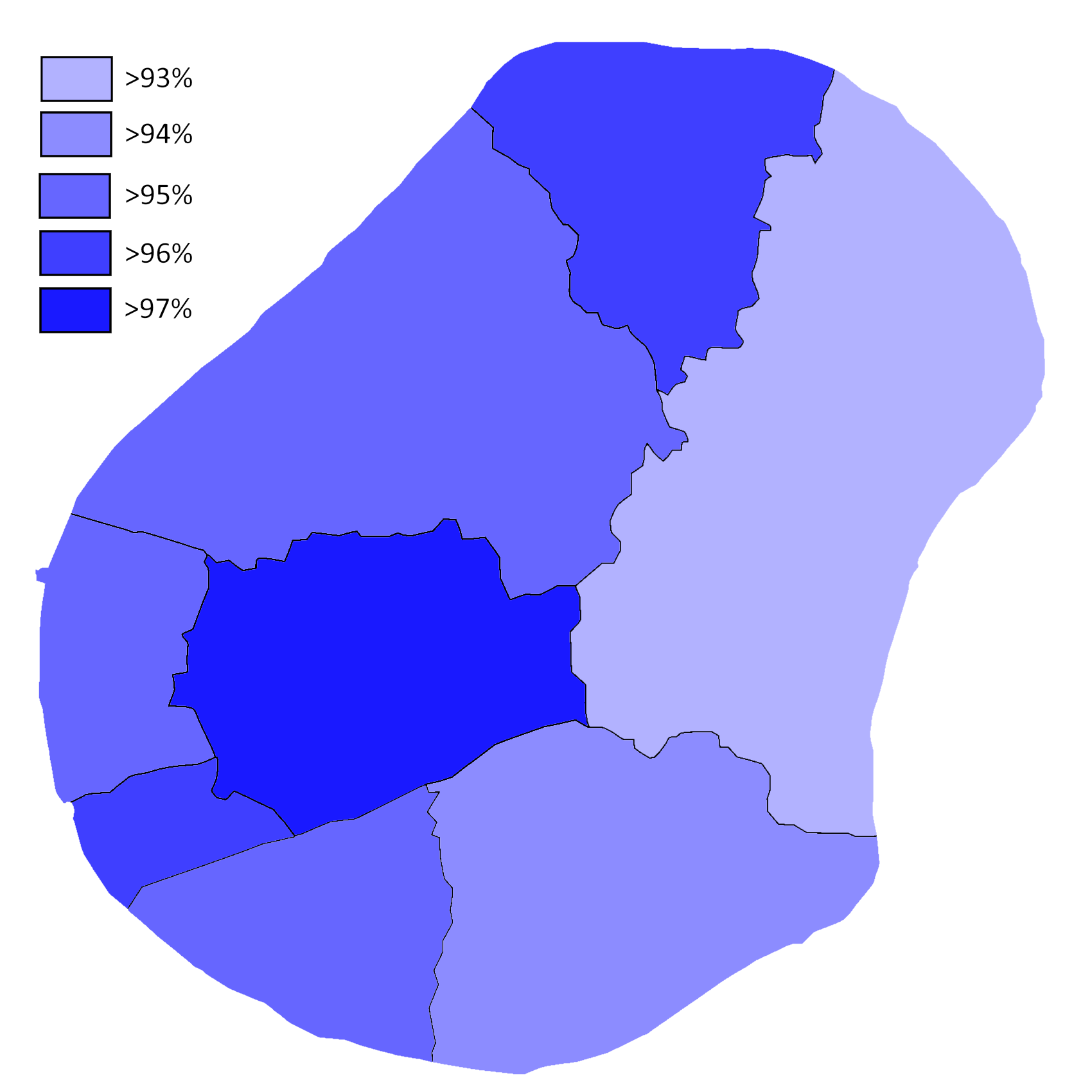
Frekwencja według okręgu wyborczego

| Okręg   | Liczba wyborców | Liczba głosów | Frekwencja |
| ------- | --------------- | ------------- | ---------- |
| Aiwo    | 859             | 823           | 95,8%      |
| Anabar  | 602             | 561           | 93,2%      |
| Anetan  | 958             | 924           | 96,5%      |
| Boe     | 849             | 816           | 96,1%      |
| Buada   | 701             | 680           | 97,0%      |
| Meneng  | 1200            | 1134          | 94,5%      |
| Ubenide | 1664            | 1582          | 95,1%      |
| Yaren   | 675             | 647           | 95,9%      |
| Źródło: |                 |               |            |

## Wybrani deputowani

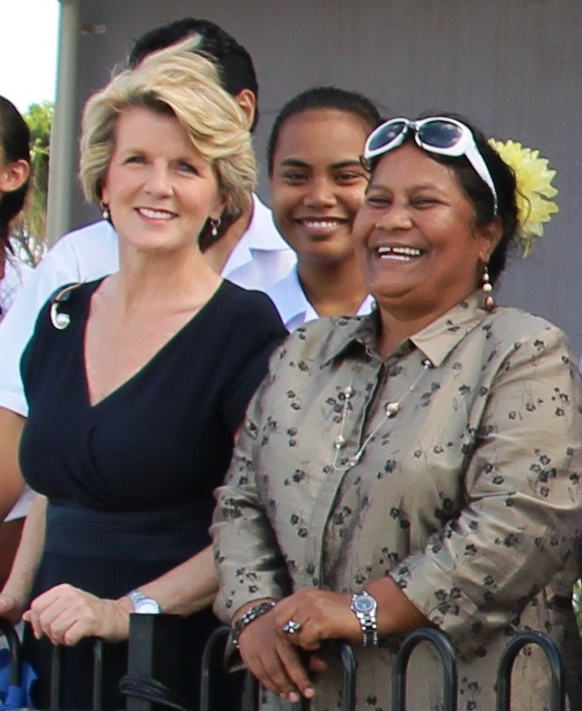
Charmaine Scotty, nowa deputowana parlamentu Nauru z okręgu Yaren (z prawej)

| Okręg wyborczy | Deputowani                                 |
| -------------- | ------------------------------------------ |
| Aiwo           | Rennier Gadabu                             |
| Aiwo           | Milton Ross Dube                           |
| Anabar         | Maverick Eoe                               |
| Anabar         | Pyon Deiye                                 |
| Anetan         | Marcus Stephen (przewodniczący parlamentu) |
| Anetan         | Timothy Ika                                |
| Boe            | Asterio Appi                               |
| Boe            | Martin Hunt                                |
| Buada          | Shadlog Bernicke                           |
| Buada          | Bingham Agir                               |
| Meneng         | Lionel Aingimea (prezydent)                |
| Meneng         | Khyde Menke                                |
| Meneng         | Tawaki Kam                                 |
| Ubenide        | David Adeang                               |
| Ubenide        | Reagan Aliklik                             |
| Ubenide        | Wawani Dowiyogo                            |
| Ubenide        | Russ Kun                                   |
| Yaren          | Charmaine Scotty                           |
| Yaren          | Isabella Dageago                           |

## Liczba oddanych głosów
W nawiasach podany jest udział procentowy głosów ważnych/nieważnych w łącznej liczbie głosów. Procenty zaokrąglone są do części dziesiętnych.
| Okręg wyborczy | Głosy ważne  | Głosy nieważne | Łączne głosy |
| -------------- | ------------ | -------------- | ------------ |
| Aiwo           | 808 (98,2%)  | 15 (1,8%)      | 823          |
| Anabar         | 553 (98,6%)  | 8 (1,4%)       | 561          |
| Anetan         | 909 (98,4%)  | 15 (1,6%)      | 924          |
| Boe            | 811 (99,4%)  | 5 (0,6%)       | 816          |
| Buada          | 673 (99%)    | 7 (1%)         | 680          |
| Meneng         | 1121 (98,9%) | 13 (1,1%)      | 1134         |
| Ubenide        | 1520 (96,1%) | 62 (3,9%)      | 1582         |
| Yaren          | 642 (99,2%)  | 5 (0,8%)       | 647          |
| Razem          | 7037 (98,2%) | 130 (1,8%)     | 7167         |

## Wybory prezydenckie
27 sierpnia 2019 w związku z przegraną w wyborach parlamentarnych dotychczasowego prezydenta Barona Divavesi Waqa odbyło się, w nowo wybranym parlamencie Nauru, głosowanie mające wybrać nowego prezydenta. Wynikiem 12 do 6 (nie mógł głosować przewodniczący parlamentu) wygrał je reprezentant okręgu Meneng Lionel Aingimea, wygrywając z Davidem Adeangiem reprezentującym okręg Ubenide

## Wybory na przewodniczącego parlamentu
27 sierpnia 2019 wraz z prezydentem wybrano także nowego przewodniczącego parlamentu, którym został były prezydent Marcus Stephen wygrywając z Shadlogiem Bernicke 12 do 7.

## Nowy rząd
28 sierpnia 2019 nowo wybrany prezydent Lionel Aingimea utworzył rząd składający się (poza nim) z sześciu ministrów – Martina Hunta, Isabelli Dageago, Renniera Gadabu, Mavericka Eoe, Reagana Aliklika i Wawaniego Dowiyogo oraz pięciu ministrów-asystentów (ang. assistant ministers) - Asterio Appiego, Russa Kuna, Binghama Agira, Richarda-Hyde Menke (w wynikach wyborów określonego jako Khyde Menke) i Pyona Deiye.